# 洗冤錄II
《洗冤錄II》（英語：Witness To A Prosecution II）是香港電視廣播有限公司拍攝製作的古裝劇集，全劇共22集，由歐陽震華及佘詩曼領銜主演，監製蕭顯輝，此劇為《洗冤錄系列》第二輯。
此劇根據南宋名人宋慈所著的法醫學題材書籍《洗冤集录》為基礎，再把著作改編劇集，然後進行拍攝製作。

## 演員表

### 松山县衙門
| 演員     | 角色   | 關係／暱稱 |
| 李子奇   | 紀耀民 | 松山縣知縣大人 每次開審都會詢問展堅（羅樂林飾）有何高見                                                                                            |
| 歐陽震華 | 宋 慈  | 化名管才（棺材仔） 衙門提點刑獄司（四品） 唐思、聶楓、阮玉珠之夫，前兩者於第1集被犯人之夫燒死 鄒子龍之師傅 曾改名為宋思源逃避阮玉珠 參見上輯洗冤錄 |
| 歐錦棠   | 鄒子龍 | 阿蟲 宋慈之徒弟 衙門仵作→司理參軍 楊丹鳳之男友、阮玉珠之前男友 于第19集被紫霞郡主、高雲軒升為司理參軍，並被二人利用對付宋慈，後棄暗投明幫宋慈翻案  |
| 羅樂林   | 展 堅  | 衙門捕頭 展傑之父 |
| 蔡子健   | 展 傑  | 傑少 衙門捕快 展堅之四子 白如夢之知己 |
| 鄭家生   | 吳曉飛 | 衙門捕快 |
| 李海生   | 雷 勁  | 衙門捕快 |
| 邱萬城   | 魯 細  | 衙門捕快 |

### 阮家
| 演員   | 角色           | 關係／暱稱 |
| 黎彼得 | 阮丞昌         | 敬賓樓老闆 何淑蘭之夫 阮玉珠、阮玉寶之父 王秀嫻之前夫 宋慈、關萬福之岳父 |
| 陳嘉儀 | 王秀嫻         | 珠媽 王記紙紮舖老闆娘 阮丞昌前妻 阮玉珠之母 宋慈之岳母 於第18集因紫霞郡主放火，致紙紮舖大火吸入大量濃煙而死                                                                               |
| 韓馬利 | 何淑蘭         | 阮丞昌之妾 阮玉寶之母 關萬福之岳母 敬賓樓老闆娘 於第18集阮玉寶被割头之後失心瘋 於第19集遭紫霞郡主殺害                                                                                     |
| 佘詩曼 | 阮玉珠         | 豬肉丸 因早期與其有婚約之男性都因病而亡，被說剋夫且人稱掃把星（粵：劏豬凳） 王記紙紮舖員工兼從事尸体化妆 阮丞昌、王秀嫻之女 阮玉寶同父異母之姐 楊丹鳳、白如夢之好友 鄒子龍前女友 宋慈之妻 |
| 譚小環 | 阮玉寶         | 阮丞昌、何淑蘭之女 阮玉珠同父異母之妹 關萬福之平妻 與關萬安有染 於第15集與關萬安聯手殺害關萬福 於第18集被判斬首                                                                           |
| 陳念君 | 小 桃          | 阮玉寶貼身丫環 |
| 陈瑞华 | -              | 阮家丫鬟 |
| 潘冠霖 | 国色天香楼妓女 | - |
| 潘冠霖 | 小菊           | 王秀娴近身丫鬟 |

### 楊家
| 演員   | 角色   | 關係／暱稱                                    |
| 盧宛茵 | 香 姑  | 神機妙算堂神棍 楊丹鳳之母                     |
| 滕麗名 | 楊丹鳳 | 神鳳 香姑之女 阮玉珠、白如夢之好友 鄒子龍女友 |

### 國色天香樓
| 演員   | 角色   | 關係／暱稱                                                                             |
| 馮曉文 | 傲雪   | 國色天香樓老鴇 白如夢、如煙之老闆娘                                                    |
| 汪 琳  | 白如夢 | 因個性單純善良，被暱稱白日夢 國色天香樓名妓 莫振聲之妻 阮玉珠、楊丹鳳之好友 展傑之女友 |
| 伍慧珊 | 如煙   | 國色天香樓妓女                                                                         |
| 马小灵 | 如花   | 国色天香楼妓女 于第5集被唐泉杀害且砍下双脚                                             |
| 陈文静 | 如诗   | 国色天香楼妓女                                                                         |
| 陈丹丹 | 如雾   | 国色天香楼妓女                                                                         |
| 何绮云 | 妓女   | -                                                                                      |
| 张晓岚 | 妓女   | -                                                                                      |
| 何慕琪 | 妓女   | -                                                                                      |
| 林佳蓉 | 妓女   | -                                                                                      |
| 雷 恩  | 妓女   | -                                                                                      |
| 张贝茜 | 妓女   | -                                                                                      |
| 宋紫盈 | 小娟   | 白如夢之近身丫鬟                                                                       |
| 张汉斌 | 阿钧   | 国色天香楼员工                                                                         |
| 何志祥 | 阿广   | 国色天香楼员工                                                                         |

### 關家
| 演員   | 角色     | 關係／暱稱                                                                                    |
| 洋     | 關萬福   | 萬福樓老闆 關李氏、阮玉寶之夫 關萬安之兄 于第15集被阮玉寶、關萬安殺害                         |
| 林其欣 | 關李氏   | 萬福樓老闆娘 關萬福之妻 關萬安之大嫂 于第17集被阮玉寶迷昏後放火烧死                           |
| 歐瑞偉 | 關萬安   | 關萬福之弟 關李氏、阮玉寶之叔仔 于第15集与阮玉宝苟合之际被发现聯手殺害關萬福 于第18集被判斬首 |
| 萧徽勇 | 关府家丁 | -                                                                                             |

### 皇宮
| 演員   | 角色     | 關係／暱稱 |
| 安德尊 | 趙远材   | 十王爺 紫霞郡主之兄 宋慈之好友 第22集連同馬伯豪拯救宋慈和玉珠 參見上輯洗冤錄 |
| 劉錦玲 | 紫霞郡主 | 夏侯國棟之妻 趙遠材之妹 為替夏侯國棟報仇，而展開一連串的行動陷害宋慈 殺害陳明、王秀嫻、何淑蘭、王七以及江州大牢25條人命的幕後主使 于第22集因觸碰假宋慈頭顱上的毒，並拒絕服用眾人給予之解藥而毒發身亡，死前刺傷玉珠 |
| 李國麟 | 夏侯國棟 | 郡馬 紫霞郡主之夫 天下第一神醫 郭希德之師兄 于第6集謀害驍騎大將軍並陷害郭希德，于第7集被判斬首 |

### 案件演員

#### 燒炭案（第1集）
| 演員   | 角色       | 關係／暱稱                                                       |
| 楊英偉 | 阿 吉      | 吉嫂之夫 於第1集因受妻子自殺打擊，火燒驛館，燒死懷孕的唐思、聶楓 |
| 陳安瑩 | 吉 嫂      | 阿吉之妻 於第1集因協助婆婆燒炭後被宋慈識穿，一時失控自殺以示清白 |
| 招石文 | 莫知縣     | 因收受賄絡已被革職處斬                                           |
| 嚴 俊  | 隆兴镇衙差 | -                                                                |
| 何伟业 | 隆兴镇衙差 | -                                                                |
| 杜港   | 隆兴镇衙差 | -                                                                |
| 何仲伟 | 隆兴镇衙差 | -                                                                |
| 黎诺铭 | 隆兴镇衙差 | -                                                                |

#### 毒殺案（第1～2集）
| 演員   | 角色  | 關係／暱稱                              |
| 鄧汝超 | 阿 牛 | 牛媽之子 牛嫂之夫 于第1集被毒蛇咬傷死亡 |
| 周凱珊 | 牛 嫂 | 阿牛之妻 牛媽之媳                       |
| 羅 蘭  | 牛 媽 | 阿牛之母 牛嫂之奶奶                     |
| 梁智达 | 农夫  | (第1集)                                 |

#### 溫家命案（第2～4集）
| 演員   | 角色             | 關係／暱稱                                                            |
| 鄧英敏 | 溫世亮           | 溫夫人改嫁之夫 溫秀秀之繼父 于第3集姦汙、殺害溫秀秀 于第4集被收监入狱 |
| 蘇恩磁 | 溫夫人           | 溫世亮之妻 溫秀秀之母                                                 |
| 陳安琪 | 溫秀秀（钟秀秀） | 溫夫人之女 溫世亮之繼女 于第3集被溫世亮姦汙殺害                       |
| 徐 榮  | 丁管家           | 溫府下人                                                              |
| 谷 峰  | 刘成             | 樵夫 受温世亮威胁诬陷邹子龙作假证 于第4集被收监入狱                   |
| 卓 鑠  | 温府家丁         | -                                                                     |
| 焦 雄  | 绣庄老板         | -                                                                     |

#### 雨夜屠夫案（第4～5集）
| 演員   | 角色   | 關係／暱稱                                                     |
| 曾守明 | 唐 泉  | 雨夜屠夫 敬賓樓大廚 因受其妻偷人之辱，凡雨天穿紅鞋者，為其目標 |
| 林佩君 | 李玉娥 | 寡妇 案中死者、于第4集被唐泉杀害                               |
| 马小灵 | 如花   | 国色天香楼妓女 于第5集被唐泉杀害且砍下双脚                     |
| 夏竹欣 | 小月   | 如花之近身丫鬟                                                 |
| 罗天池 | 樵夫   | -                                                              |

#### 梅花神針案（第5～7集）
| 演員   | 角色     | 關係／暱稱 |
| 廖啟智 | 陳 明    | 明叔 原名郭希德 名太醫，梅花神針傳人 夏侯國棟之師弟 常滿粥老闆 被夏侯國棟陷害 于第18集被紫霞郡主以銀針插入風府穴致死 |
| 曹永廉 | 馬伯豪   | 鎮國將軍 驍騎大將軍之子 第22集連同十王爺拯救宋慈和玉珠                                                               |
| 張 雷  | -        | 驍骑大将军 马伯豪之父 被夏侯国栋杀害                                                                                 |
| 李國麟 | 夏侯國棟 | 郡馬 紫霞郡主之夫 天下第一神醫 郭希德師兄 于第6集謀害驍騎大將軍並陷害郭希德，於第7集被斬首                           |
| 黄凤琼 | 妇人     | - |
| 李启杰 | 驿丞     | - |

#### 侍婢墮井案（第7集）
| 演員   | 角色   | 關係／暱稱                                      |
| 洋     | 關萬福 | 參見關家                                        |
| 林其欣 | 關李氏 | 冤枉丫環小翠盜其金釵，導致小翠投井自盡 參見關家 |
| 鄭玉琼 | 小翠   | 案中死者                                        |
| 伍濼文 | 小梅   | 关李氏之近身丫鬟                                |

#### 拐人救參案（第9集）
| 演員   | 角色   | 關係／暱稱                                           |
| 郭卓樺 | 鄭 華  | 聯合何老大綁架阮玉珠、白如夢 被鄒子龍失手打死        |
| 黃文標 | 何老大 | 聯合鄭華綁架阮玉珠、白如夢 被鄭華黑吃黑 偷襲用劍刺死 |
| 黃美棋 | 小昭   | 白如夢收養女童                                       |
|        | 小敏   | 白如夢收養女童                                       |

#### 後山藏屍案（第9～10集）
| 演員   | 角色   | 關係／暱稱                         |
| 程小龍 | 曹權威 | 殺死張子偉的兇手，並埋屍於地底深處 |
| 丁主惠 | 張王氏 | 張子偉之妻                         |

#### 假上吊案（第10集）
杜大偉飾兇手何大興

#### 小二命案（第11集）
林淑敏饰洪少棠妻子

#### 王力殺妻案（第11集）
趙永洪飾兇手王力

#### 富商被殺案（第11～13集）
| 演員   | 角色   | 關係／暱稱                                          |
| 梁健平 | 莫振聲 | 國色天香樓客人 白如夢之亡夫 遭方金榮所殺            |
| 華忠男 | 方金榮 | 蔘茸燕窩莊老闆 賣假燕窩遭莫振聲揭發，錯手殺死莫振聲 |

#### 醉酒墮崖案（第13～14集）
| 演員   | 角色   | 關係／暱稱                                             |
|        | 朱順   | 渡頭苦力 李玉貞之夫 于第13集被曾利群謀害               |
| 趙靜儀 | 李玉貞 | 朱順之妻 與曾利群有染                                  |
| 何啓南 | 曾利群 | 利記打鐵舖老闆 與李玉貞有染 于第13集謀害朱順，被處死刑 |

#### 工匠命案（第15集）
| 演員   | 角色 | 關係／暱稱 |
| 施华锋 | 陈七 | 案中死者   |
| 蔣 克  | 蔡胜 | -          |

#### 江州大牢案（第15集）
| 演員   | 角色     | 關係／暱稱               |
| 陈狄克 | 王知县   | 因失职而被高云轩革职收监 |
| 江 晖  | 丁副将   | -                        |
| 朱志平 | 江州衙差 | -                        |
| 黄嘉乐 | 江州衙差 | -                        |
| 嚴 俊  | 江州衙差 | -                        |
| 黄俊绅 | 江州衙差 | -                        |
| 岳 峰  | 江州衙差 | -                        |
| 关海峰 | 江州衙差 | -                        |

#### 關家命案（第15～18集）
| 演員   | 角色   | 關係／暱稱                                                                                 |
| 洋     | 關萬福 | 萬福樓老闆 關李氏、阮玉寶之夫 關萬安之兄 于第15集被阮玉寶、關萬安殺害                      |
| 歐瑞偉 | 關萬安 | 關萬福之弟 關李氏、阮玉寶之叔仔 與阮玉寶偷情 于第15集与阮玉宝聯手殺害關萬福 于第18集被斬首 |

#### 郡主復仇案（第18～22集）
| 演員   | 角色     | 關係／暱稱 |
| 劉錦玲 | 紫霞郡主 | 夏侯國棟之妻 趙遠材之妹 為替夏侯國棟報仇，而展開一連串的行動陷害宋慈 殺害陳明、王秀嫻、何淑蘭、王七以及江州大牢25條人命的幕後主使 于第22集因觸碰假宋慈頭顱上的毒，而毒發身亡 |
| 邵卓尧 | 阿标     | 原为夏侯国栋手下，后为紫霞群主手下 |
| 郑世豪 | 阿智     | 紫霞群主手下 |
| 雷恩   | -        | 紫霞群主侍婢 |

### 松山县村民
| 演員   | 角色       | 關係／暱稱 |
| 郑世豪 | 店小二     | (第1集)    |
| 郑世豪 | 松山县街坊 | (第5-6集)  |
| 陈楚翘 | 松山县村民 | -          |
| 苏丽明 | 松山县村民 | -          |
| 冯挺然 | 松山县村民 | -          |
| 刘桂芳 | 松山县村民 | -          |
| 郑安彤 | 松山县村民 | -          |
| 黄子恒 | 松山县村民 | -          |
| 黄碧玲 | 松山县村民 | -          |
| 许明志 | 松山县村民 | -          |
| 杜大伟 | 松山县村民 | -          |

### 其他演員
| 演員     | 角色                 | 關係／暱稱                                                                            |
| 廖啟智   | 陳 明                | 明叔 原名郭希德 名太醫，梅花神針傳人 夏侯國棟之師弟 常滿粥老闆 于第18集被紫霞郡主暗殺 |
| 李麗麗   | 展夫人               | 展堅之妻 展傑之母亲                                                                   |
| 嘉骏     | 阿锦                 | 常满粥员工                                                                            |
| 陈勉良   | 王仵作               | -                                                                                     |
| 廖麗麗   | 黃大媽               | 神機妙算堂客人，因想見已死去的丈夫(第1集)                                             |
| 黎秀英   | 朱 婆                | 神機妙算堂客人之一 黃大媽的介紹人(第1集)                                              |
| 霍健邦   | 船夫                 | (第1集)                                                                               |
| 虞天偉   | 和 叔                | 松山鎮前仵作 于第4集辞职                                                              |
| 叶暐     | 水粉店老板           | (第1集)                                                                               |
| 卓儿     | 少女                 | (第1集)                                                                               |
| 林影红   | 少女                 | (第1集)                                                                               |
| 周景辉   | 流氓                 | (第1集)                                                                               |
| 李鴻杰   | 尹老闆               | 國色天香樓客人(第2集)                                                                 |
| 欧阳国璋 | 杂役                 | (第2集)                                                                               |
| 杨浚廷   | 杂役                 | (第2集)                                                                               |
| 杨浚廷   | 守墓兵               | (第6集)                                                                               |
| 李霖恩   | 温府家丁考生         | -                                                                                     |
| 宁进     | 伙计                 | (第3集)                                                                               |
| 许文翘   | 松山县村民万福楼伙计 |                                                                                       |
| 曾健明   | 壽叔／王七           | 打更壽叔（第3-4集）王七（第11、20－22集） 于第20集被紫霞郡主殺害並用來陷害宋慈        |
| 梁珈咏   | 丫鬟                 | (第4集)                                                                               |
| 孙季卿   | 大夫                 | (第5、7集)                                                                            |
| 黄天铎   | 朱老板               | (第5-7集)                                                                             |
| 凌礼文   | 黄员外               | (第5-7集)                                                                             |
| 谭一清   | 朝奉                 | (第5-6集)                                                                             |
| 甘子正   | 醉客                 | (第7集)                                                                               |
| 黄蕴妍   | 美女                 | (第7集)                                                                               |
| 魏惠文   | 档主考生             | -                                                                                     |
| 王偉樑   | 袁日川               | 國色天香樓客人 喜歡白如夢 曾涉嫌莫振声命案                                            |
| 林泳东   | 万福楼伙计           | (第14集)                                                                              |
| 甘子正   | 考生                 | (第14集)                                                                              |
| 駱應鈞   | 高雲軒               | 經略大人 與紫霞郡主利用鄒子龍，陷害宋慈                                               |
| 河国荣   | 波斯商人             | (第15集)                                                                              |
| 黎秀英   | 稳婆                 | (第19集)                                                                              |

## 收視

### 香港收视
以下為本劇於香港無綫電視翡翠台之收視紀錄：
| 週次 | 集數  | 平均收視 | 最高收視 |
| 1    | 01-05 | 33點     | 36點     |
| 2    | 06-10 | 35點     | 39點     |
| 3    | 11-15 | 32點     |          |
| 4    | 16-22 | 37點     | 46點     |

### 广州收视
以下為本劇於香港無綫電視翡翠台于广州同步播放之收視紀錄：
| 集数 | CSM省网 | CSM市网 | 双网合计 | 集数 | AGB省网 | AGB市网 | 双网合计 |
| ---- | ------- | ------- | -------- | ---- | ------- | ------- | -------- |
| 1-5  | 11.4    | 14.9    | 26.3     | 1-22 | 13.7    | 13.8    | 27.5     |
| 6-22 | 13.5    | 15.4    | 28.9     | 1-22 | 13.7    | 13.8    | 27.5     |

- 本剧为2003年度广州地区电视剧收视亚军。

## 情節介紹
兩位妻子唐思及聶楓橫死後，身為提點刑獄司的宋慈（歐陽震華飾）過著隱姓埋名生活，卻巧遇當地有名的劏豬凳（指剋夫女子）、為遠離民眾而當上死人化粧師的阮玉珠（佘詩曼飾）。宋慈因累玉珠失去銀両，替其打工抵債，期間還協助她偵破多宗懸案。宋慈雖對玉珠有意，但始終未能忘記喪妻之痛，又怕自己亦會為玉珠帶來不幸。後來玉珠意外險些毀容，宋慈打破心理障礙終向她提親。此時，玉珠被懷疑殺害其二娘（韓馬利飾），且被打至奄奄一息。宋慈再次認定自己的命會連累身邊人，決定悄然離去......

## 與歷史之異同
劇中的宋慈為仵作出身，歷史上的宋慈乃士人出身，除了宋慈外大部分人物是虛構的。

## 軼事
- 此劇與前作《洗冤錄》是無綫電視於同一系列電視劇中使用同一首主題曲或主題音樂的劇集系列。[3][4]
- 前輯女主角陳妙瑛和宣萱分別因檔期問題和已經離開無線所以無法參演。在本輯交代被燒死。

## 外部連結
- 無綫電視官方網頁 - 洗冤錄II

## 電視節目的變遷
| 上一套： 洗冤錄 －2007年5月19日 | 翡翠台凌晨重播劇集時段（2007） 洗冤錄II 2007年5月22日－2007年6月20日 00:15－01:20 | 翡翠台凌晨重播劇集時段（2007） 洗冤錄II 2007年5月22日－2007年6月20日 00:15－01:20 | 下一套： 秀才遇著兵 2007年6月21日－ |